# Abutiu
Abutiu (AFI: /ʔ-bwit-ʔew/; morreu antes de 2 280 a.C.), no Antigo Egito, foi um cão e um dos primeiros animais domésticos documentados cujo nome é conhecido. Acredita-se ter sido um cão de guarda real que viveu na VI dinastia (2345–2181 a.C.), e recebeu um elaborado enterro cerimonial na Necrópole de Gizé a mando de um faraó cujo nome é desconhecido.
Uma pedra inscrita listando os presentes ofertados pelo faraó para o funeral de Abutiu foi descoberta pelo egiptólogo George A. Reisner em outubro de 1935. Aparentemente o material era parte do spolia incorporado na estrutura de uma mastaba (túmulo faraônico) da Sexta Dinastia, após a demolição da capela funerária do dono de Abutiu, onde a pedra provavelmente tinha sido originalmente instalada. A tabuleta de calcário branco mede 54,2 × 28,2 × 23,2 centímetros. A inscrição é composta de dez fileiras verticais de hieróglifos, separadas uma a uma por linhas verticais.
O Abutiu parece ter sido um cão de caça de corpo esbelto semelhante a um galgo inglês, com orelhas eretas e uma cauda encaracolada, provavelmente um tesem, umas das mais antigas raças de cachorro. O túmulo em que sua tabuleta foi descoberta está no Cemitério G 2100 no Campo Ocidental de Gizé, próximo do lado oeste da Grande Pirâmide de Gizé (Pirâmide de Quéops).

## Antecedentes

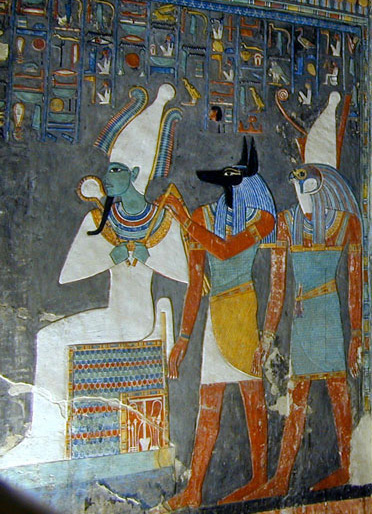
O deus egípcio Anúbis (centro) é muitas vezes representado com a cabeça de um cão ou de um chacal

De acordo com documentos de Heródoto, os cães eram animais protegidos na antiga Pérsia, criados com muito apreço por seus donos durante toda a vida. Relatos de gregos antigos afirmam que esses animais eram tratados no Egito antigo com o mesmo respeito que na Pérsia, sendo inclusive mumificados depois da morte, para então serem enterrados em túmulos da família. Os antigos egípcios e outros povos do Oriente Médio acreditavam que os cães eram seres espirituais, semelhantes aos humanos, e eles foram "muitas vezes associados a divindades específicas e aos poderes que eles exercem". Alguns cemitérios da dinastia real contém túmulos de cães, junto com os de mulheres e funcionários da casa real. O cemitério de Ascalão no Distrito Sul de Israel é, talvez, o cemitério de cachorros mais bem documentado do mundo antigo, mas múmias de cães foram desenterradas em massa em várias regiões do Egito incluindo Rhoda, no Alto Egito, Tebas, Abidos, e nos arredores de Maghagha.
Os antigos egípcios mumificavam muitas espécies de animais, desde gatos e gazelas, até crocodilos, babuínos e aves. Tipicamente, muitos desses animais também serviam como alimento, mas é altamente improvável que isso ocorresse com os cães. Radiografias de cachorros exumados no mundo antigo revelaram que o processo de mumificação envolvia o embalamento dos ossos embalsamados juntos com ataduras, e a colocação dentro de uma estátua de madeira de Anúbis, a divindade com cabeça de chacal associada a mumificação e a vida após a morte na antiga religião egípcia.

## Descoberta
A única fonte conhecida na qual Abutiu é mencionado é uma inscrição em tábua de pedra, provavelmente originária da capela funerária do proprietário do animal. A tábua aparentemente era parte do spolia usado para a construção de um outro túmulo em cerca de 2 280 a.C., uma mastaba (um tipo de túmulo faraônico) da Sexta Dinastia, após a demolição da capela funerária original. Ela foi descoberta em 12 de outubro de 1935 pelo egiptólogo George Andrew Reisner durante uma expedição conjunta da Universidade de Harvard e do Museu de Belas Artes de Boston, sendo removida do local quatro dias depois.
A descoberta foi registrada pelo fotógrafo titular da expedição, Mohammedani Ibrahim, que tirou mais de 9 321 placas fotográficas de tamanho grande da expedição de Reisners. A tábua encontra-se atualmente no Museu Egípcio da cidade do Cairo (número de inventário: JE 67573).
Nem o túmulo nem a múmia do cão foram encontrados. A tumba na qual a tábua foi achada está localizada no Cemitério G 2100 do Campo Ocidental de Gizé, próximo do lado oeste da Grande Pirâmide de Gizé (pirâmide de Quéops). A tabuleta de calcário branco mede 54,2 × 28,2 × 23,2 centímetros e a inscrição é composta de dez fileiras verticais de hieróglifos, separadas uma a uma por linhas verticais. Parte de uma coleira pode ser vista no canto superior direito, sugerindo que a tabuleta completa exibia uma imagem de Abutiu com o seu dono.
O texto da inscrição, traduzido por Reisner, descreve os presentes ofertados pelo faraó em tributo no momento do funeral de Abutiu:

## Interpretação

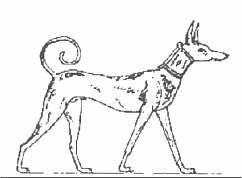
Desenho de um cão tesem do sepulcro de Intefe II (c)

Embora fosse comum enterrar cães no Egito Antigo, o funeral de Abutiu foi extraordinariamente elaborado, uma honra normalmente reservada para os seres humanos das classes mais altas. Os presentes do faraó sugerem que o cadáver foi mumificado, como era costume ser feito com as pessoas naquela época; eles acreditavam que o "Ka" (a centelha vital) do falecido poderia adentrar o corpo na sua vida pós-morte através da cerimônia de sepultamento.
Apesar de nenhuma imagem de Abutiu ter sido encontrada, o texto o caracteriza como um Ṯsm (tesem), um cão de caça de corpo esbelto semelhante a um galgo inglês, com as orelhas eretas e a cauda encaracolada. O cão tesem aparece em representações pré-dinásticas, fazendo dele uma das mais antigas raças conhecidas de cachorro, e imagens dele são comuns ao longo da história da civilização egípcia antiga. De acordo com Reisner, o nome "Abuwtiyuw" (Abutiu) não é completamente traduzível, mas ele supôs que bw ("bu") é uma representação onomatopeica do latido de um cão, pois este componente é encontrado muitas vezes em nomes de cães do Egito Antigo. Edward C. Martin Jr. afirma que o nome, ou sua variante transliterada como Abutiu, significa "com orelhas pontudas", o que se encaixa com a descrição da raça tesem.